# Хьюберт Джордж де Бург-Каннинг, 2-й маркиз Кланрикард
Хьюберт Джордж де Бург-Каннинг, 2-й маркиз Кланрикард (англ. Hubert de Burgh-Canning, 2nd Marquess of Clanricarde; 30 ноября 1832 — 12 апреля 1916) — англо-ирландский аристократ, миллионер и политик. Он был внуком премьер-министра Великобритании Джорджа Каннинга.
Титулатура: 2-й маркиз Кланрикард (с 14 апреля 1874 года), 13-й виконт Берк из Кланмориса в графстве Мейо (с 14 апреля 1874), 15-й граф Кланрикард (с 10 апреля 1874), 2-й барон Сомерхилл из Сомерхилла в графстве Кент (с 10 апреля 1874), 3-й граф Кланрикард из графства Голуэй (с 14 апреля 1874), 15-й барон Данкеллин (с 10 апреля 1874 года).

## Биография
Родился 30 ноября 1832 года. Младший (второй) сын Улика де Бурга, 1-го маркиза Кланрикарда (1802—1874), и и его жены Гарриет Каннинг (1804—1876), дочери британского премьер-министра Джорджа Каннинга. Он получил образование в школе Хэрроу в Лондоне (Англия). В 1852 году он занимал должность атташе в Турине, а в 1862 году — второй секретарь британского посольства в Турине.
9 июля 1862 года по королевской лицензии его имя было официально изменено на Хьюберт Джордж де Бург-Каннинг. В 1867—1871 годах Хьюберт Джордж де Бург, будучи члено либеральной партии, заседал в Палате общин Великобритании от графства Голуэй.
В апреле 1874 года после смерти своего отца Улика де Бурга, 1-го маркиза де Кланрикарда, Хьюберт Джордж де Бург-Каннинг унаследовал титулы 2-го маркиза Кланрикарда, 15-го и 3-го графа Кланрикарда, 13-го виконта Берка из Кланмориса, 2-го барона Сомерхилла и 2-го барона Данкеллина.
Его не оплакивали в Ирландии, где он имел репутацию одного из худших и самых репрессивных отсутствующих землевладельцев в стране. Его поместье с центром в Портамне в графстве Голуэй, занимало преимущественно  сельскохозяйственные 52 000 акров (210 км²) (81 кв. миль) (около 3,5% этого второго по величине графства), приносило доход в среднем около 25 000 фунтов стерлингов (эквивалент 2 500 000 фунтов стерлингов в 2019 году). В течение его жизни около 1900 арендаторов были вынуждены платить ему ежегодную арендную плату за пользование крайне бедно оборудованными сельскохозяйственными и жилыми помещениями. В 1887 году это обстоятельство стало главной мишенью Плана кампании по борьбе за справедливую арендную плату Ирландской парламентской партии.
Сопротивление маркиза Кланрикарда этому плану было настолько упорным (сильным), что один ирландский министр заметил: «… какое право имеет Кланрикард, чтобы с ним обращались лучше, чем с сумасшедшим или сиротой?» Его земельный агент Джон Генри Блейк был убит в 1882 году. В 1888 году граф писал главному секретарю Бальфуру: «западные ирландцы не могут выполнять свои контракты без угрозы выселения».
По предложению Артура Бальфура ирландские парламентарии внесли в парламент законопроект об экспроприации его поместий. Премьер-министр Великобритании сэр Генри Кэмпбелл-Баннерман одобрил законопроект и осудил маркиза Кланрикарда в парламенте, назвав его «язвительным». Никогда Кланикард не посещал свои родовые поместья, несмотря на то, что многие тысячи семей были выселены из них за это время, что привело к массовой нищете. «Ненависть к этому конкретному дворянину со стороны представителей всех политических партий настолько всеобщей, что, когда спикер поставил вопрос об этом законопроекте на голосование, либералы, либеральные юнионисты и консерваторы все проголосовали за ирландскую партию, только трое из почти 700 членов Палаты общин выступили против голосования, которое в противном случае было бы единогласным».
С 1891 года переполненный округами совет пытался принудительно выкупить поместье, но безуспешно до 1915 года. После его смерти его пэрские титулы угасли, за исключением титула графа Кланрикард (вторая креации), который унаследовал по особому праву его внучатый племянник, Джордж Браун, 6-й маркиз Слайго (1856—1935).
Хьюберт Джордж де Бург-Каннинг скончался 12 апреля 1916 года, в возрасте 83 лет в Лондоне, в доме № 13 по Ганновер-сквер, и был похоронен на Хайгейтском кладбище. Его завещание было приведено к присяге в том же году в размере 2 500 000 фунтов стерлингов  (что эквивалентно примерно 170 800 000 фунтов стерлингов в 2019 году).